# Ondřej Rybář
Ondřej Rybář (* 14. října 1978 Turnov) je sportovní ředitel českých biatlonistů, trenér mužů a bývalý šéftrenér.

## Životopis

### Studia
Mládí strávil v Českém Dubu, kde navštěvoval místní základní školu. Odtud roku 1993 přešel na jablonecké gymnázium a studia dokončil na Pedagogické fakultě Technické univerzity v Liberci a současně též na Fakultě tělesné výchovy a sportu Karlovy univerzity v Praze.

### Sport
V Českém Dubu navštěvoval místní Sokol, hrál fotbal a závodil v orientačním běhu. Když přešel do Jablonce nad Nisou, začal se specializovat na biatlon. Již roku 1994, po dvou letech věnování se tomuto sportu, vyhrál dorostenecké biatlonové mistrovství republiky. Mezi roky 1996 a 1998 patřil ke členům juniorské reprezentace, s níž se v roce 1998 účastnil jak evropského, tak světového mistrovství. V reprezentaci pokračoval i během vysokoškolských studií, během nichž se několikrát představil na univerziádách.
S trénováním začal nejprve u žáků, odkud posléze přešel reprezentačnímu družstvu mužů. Od roku 2006 zastával pozici hlavního trenéra ženské reprezentace a současně působil coby osobní trenér Zdeňka Vítka a Jaroslava Soukupa. Od roku 2009 se stal šéftrenérem českých biatlonistů a trenérem mužského družstva České republiky. Vedle Vítka se Soukupem osobně trénoval ještě Michala Šlesingra, Ondřeje Moravce a Tomáše Holubce. Po sezóně v létě 2014 od mužské reprezentace odešel a nadále působil pouze v pozici šéftrenéra. Muže po Rybářovi převzal jeho asistent Marek Lejsek, ženy trénoval dosavadní závodník Zdeněk Vítek. Před sezónou 2020/2021 se vrátil k trénování mužské reprezentace.
Dne 16. února 2015 jej Unie profesionálních trenérů Českého olympijského výboru ocenila a vyhlásila za nejlepšího profesionálního trenéra za rok 2014, v němž biatlonová reprezentace pod jeho vedením získala vedle dalších úspěchů též pět olympijských medailí na hrách v Soči.

### Osobní život
K roku 2014 žil Rybář s manželkou Petrou a jejich syny Vítem a Jiřím ve vesnici Budíkov nedaleko Českého Dubu.